# Giorgi Aboerdzjania
Giorgi Aboerdzjania (Tbilisi, 2 januari 1995) is een Georgisch voetballer die als middenvelder speelt. Hij kwam onder andere uit voor Dila Gori in Georgië, Anorthosis Famagusta op Cyprus en Sevilla FC in Spanje. Door deze laatste club werd hij uitgeleend aan CD Lugo en FC Twente.

## Clubcarrière
Aboerdzjania speelde in eigen land bij Metaloerg Roestavi, Dila Gori en Lokomotivi Tbilisi.
In 2014 trok hij voor twee seizoenen naar het Cypriotische Anorthosis Famagusta.
In januari 2016 maakte de middenvelder de overstap naar Nástic, een ploeg uit de Spaanse Segunda División A.  Hij tekende er een contract voor drie en een half seizoen.  De ploeg was tijdens het seizoen 2014-2015 naar deze reeks gepromoveerd en eindigde tijdens haar eerste seizoen op de derde plaats.  Zo plaatste de ploeg zich voor de eindronde, waarin de latere promovendus CA Osasuna in de eerste ronde te sterk bleek.
In augustus 2016 tekende hij een vierjarig contract bij Sevilla FC, dat 1,8 miljoen euro betaalde aan de Catalaanse club.  Hij werd ingezet bij het filiaal Sevilla Atlético, een ploeg uit de Segunda División A. Het eerste seizoen zou de ploeg op een dertiende plaats eindigen, maar de laatste plaats tijdens seizoen 2017-2018 betekende de degradatie.
Daarom werd hij tijdens seizoen 2018-2019 aan CD Lugo verhuurd. Deze ploeg was actief in de Segunda División A en eindigde op een achttiende plaats in de eindrangschikking, net genoeg voor het behoud.
Vanaf seizoen 2019-2020 werd hij voor twee jaar aan FC Twente, een ploeg uit de Eredivisie, verhuurd, waarbij deze club een optie tot koop bedwong. Bij Twente werd hij echter geen vaste basisspeler en in de voorbereiding op seizoen 2020-21 kreeg hij te horen dat hij vanwege hoge salariskosten mocht vertrekken.
Nadat het huurcontract door de ploeg uit Enschede werd verbroken, werd hij door Sevilla verkocht aan Real Oviedo, een ploeg uit de Spaanse Segunda División A, waar hij een eenjarig contract tekende met een cluboptie voor nog een jaar.  Tijdens de heenronde kwam hij echter maar twee maal in actie waardoor hij op 28 januari naar reeksgenoot FC Cartagena verhuisde.  Op 12 maart 2021 scoorde hij zijn eerste doelpunt tijdens de thuiswedstrijd tegen SD Ponferradina.  Dankzij zijn doelpunt eindigde de wedstrijd op een 1-1 gelijkspel.  Hij zou met zijn bijdrage er mede voor zorgen dat de ploeg zich kon handhaven.  De ploeg deed hem nog wel een aanbod voor het volgende seizoen, maar de speler weigerde.
Enkele dagen later, op 2 juli2021, werd het duidelijk dat hij vanaf seizoen 2021-2022 zijn geluk ging zoeken op het hoogste niveau van Portugese voetbal bij Gil Vicente FC.
Vanaf seizoen 2023-2024 stapte hij over naar het Turkije Hatayspor, een ploeg uit de Süper Lig.  Hij tekende er een tweejarig contract.  Na het eerste seizoen werd het contract ontbonden.
Daardoor keerde hij transfervrij terug naar het Portugese hoogste voetbalniveau, deze keer bij AVS Futebol SAD.  De ploeg kon net zijn behoud bewerkstelligen en dit ten nadele van SC Farense, die het seizoen met eenzelfde aantal punten beëindigden.

## Clubstatistieken
| Seizoen     | Club                 | Competitie       | Competitie | Competitie | Competitie | Beker | Beker | Beker | Internationaal | Internationaal | Internationaal | Totaal | Totaal | Totaal |
| Seizoen     | Club                 | Competitie       | Wed.       | Dlp.       | Ass.       | Wed.  | Dlp.  | Ass.  | Wed.           | Dlp.           | Ass.           | Wed.   | Dlp.   | Ass.   |
| ----------- | -------------------- | ---------------- | ---------- | ---------- | ---------- | ----- | ----- | ----- | -------------- | -------------- | -------------- | ------ | ------ | ------ |
| 2010/11     | Metalurgi Rustavi    | Erovnuli Liga    | 3          | 0          | 0          | 0     | 0     | 0     | —              | —              | —              | 3      | 0      | 0      |
| 2011/12     | Metalurgi Rustavi    | Erovnuli Liga    | 0          | 0          | 0          | 0     | 0     | 0     | 2              | 0              | 0              | 2      | 0      | 0      |
| Club Totaal | Club Totaal          | Club Totaal      | 3          | 0          | 0          | 0     | 0     | 0     | 2              | 0              | 0              | 5      | 0      | 0      |
| 2012/13     | FC Dila Gori         | Erovnuli Liga    | 5          | 1          | 0          | 0     | 0     | 0     | —              | —              | —              | 5      | 1      | 0      |
| 2013/14     | FC Dila Gori         | Erovnuli Liga    | 6          | 0          | 1          | 0     | 0     | 0     | 4              | 0              | 1              | 10     | 0      | 2      |
| Club Totaal | Club Totaal          | Club Totaal      | 11         | 1          | 1          | 0     | 0     | 0     | 4              | 0              | 1              | 15     | 1      | 2      |
| 2013/14     | Locomotive Tbilisi   | Erovnuli Liga    | 1          | 2          | 0          | 0     | 0     | 0     | —              | —              | —              | 1      | 2      | 0      |
| Club Totaal | Club Totaal          | Club Totaal      | 1          | 2          | 0          | 0     | 0     | 0     | 0              | 0              | 0              | 1      | 2      | 0      |
| 2014/15     | Anorthosis Famagusta | Protathlima Cyta | 30         | 2          | 0          | 0     | 0     | 0     | —              | —              | —              | 30     | 2      | 0      |
| 2015/16     | Anorthosis Famagusta | Protathlima Cyta | 12         | 0          | 0          | 0     | 0     | 0     | —              | —              | —              | 12     | 0      | 0      |
| Club Totaal | Club Totaal          | Club Totaal      | 42         | 2          | 0          | 0     | 0     | 0     | 0              | 0              | 0              | 42     | 2      | 0      |
| 2015/16     | Gimnàstic            | La Liga 2        | 16         | 2          | 2          | 0     | 0     | 0     | —              | —              | —              | 16     | 2      | 2      |
| Club Totaal | Club Totaal          | Club Totaal      | 16         | 2          | 2          | 0     | 0     | 0     | 0              | 0              | 0              | 16     | 2      | 2      |
| 2016/17     | Sevilla Atlético     | La Liga 2        | 13         | 0          | 0          | —     | —     | —     | —              | —              | —              | 13     | 0      | 0      |
| 2017/18     | Sevilla Atlético     | La Liga 2        | 21         | 0          | 1          | —     | —     | —     | —              | —              | —              | 21     | 0      | 1      |
| Club Totaal | Club Totaal          | Club Totaal      | 34         | 0          | 1          | 0     | 0     | 0     | 0              | 0              | 0              | 34     | 0      | 1      |
| 2018/19     | → CD Lugo            | La Liga 2        | 23         | 1          | 0          | 3     | 0     | 0     | —              | —              | —              | 26     | 1      | 0      |
| Club Totaal | Club Totaal          | Club Totaal      | 23         | 1          | 0          | 3     | 0     | 0     | 0              | 0              | 0              | 26     | 1      | 0      |
| 2019/20     | → FC Twente          | Eredivisie       | 16         | 2          | 0          | 2     | 0     | 1     | —              | —              | —              | 18     | 2      | 1      |
| Club Totaal | Club Totaal          | Club Totaal      | 16         | 2          | 0          | 2     | 0     | 1     | 0              | 0              | 0              | 18     | 2      | 1      |
| 2020/21     | Real Oviedo          | La Liga 2        | 2          | 0          | 0          | 2     | 0     | 0     | —              | —              | —              | 4      | 0      | 0      |
| Club Totaal | Club Totaal          | Club Totaal      | 2          | 0          | 0          | 2     | 0     | 0     | 0              | 0              | 0              | 4      | 0      | 0      |
| 2020/21     | FC Cartagena         | La Liga 2        | 13         | 1          | 0          | 0     | 0     | 0     | —              | —              | —              | 13     | 1      | 0      |
| Club Totaal | Club Totaal          | Club Totaal      | 13         | 1          | 0          | 0     | 0     | 0     | 0              | 0              | 0              | 13     | 1      | 0      |
| 2021/22     | Gil Vicente          | Liga Portugal    | 26         | 2          | 2          | 2     | 0     | 1     | —              | —              | —              | 28     | 2      | 3      |
| 2022/23     | Gil Vicente          | Liga Portugal    | 26         | 0          | 1          | 5     | 0     | 0     | 3              | 0              | 0              | 34     | 0      | 1      |
| Club Totaal | Club Totaal          | Club Totaal      | 52         | 2          | 3          | 7     | 0     | 1     | 3              | 0              | 0              | 62     | 2      | 4      |
| 2023/24     | Hatayspor            | Süper Lig        | 20         | 0          | 0          | 0     | 0     | 0     | —              | —              | —              | 20     | 0      | 0      |
| Club Totaal | Club Totaal          | Club Totaal      | 20         | 0          | 0          | 0     | 0     | 0     | 0              | 0              | 0              | 20     | 0      | 0      |
| 2024/25     | AVS Futebol SAD      | Liga Portugal    | 9          | 0          | 0          | 0     | 0     | 0     | —              | —              | —              | 9      | 0      | 0      |
| Club Totaal | Club Totaal          | Club Totaal      | 9          | 0          | 0          | 0     | 0     | 0     | 0              | 0              | 0              | 9      | 0      | 0      |
| TOTAAL      | TOTAAL               | TOTAAL           | 242        | 13         | 7          | 14    | 0     | 2     | 9              | 0              | 1              | 265    | 13     | 10     |

## Interlandcarrière
Op 29 maart 2016 debuteerde Aboerdzjania voor Georgië in de oefeninterland tegen Kazachstan. Hij startte in de basis en werd na 78 minuten vervangen.